# Лобойково
Лобойково (рос. Лобойково) — село у Даниловському районі Волгоградської області Російської Федерації.
Населення становить 825 осіб. Входить до складу муніципального утворення Лобойковське сільське поселення.

## Історія
Село розташоване у межах українського історичного та культурного регіону Жовтий Клин.
Згідно із законом від 22 грудня 2004 року № 1058-ОД органом місцевого самоврядування є Лобойковське сільське поселення.

## Населення
| 2010 |
| ---- |
| 825  |